# Spoorlijn Odense - Bogense
De spoorlijn Odense - Bogense was een lokale spoorlijn op Funen in Denemarken.

## Geschiedenis
De spoorlijn werd op 1 juli 1882 in gebruik genomen door de Nordfynske Jernbane (NFJ) en liep vanaf Odense in noordelijke richting via Otterup naar Bogense. Op 31 maart 1966 werd de spoorlijn gesloten.

## Huidige toestand
Thans is de lijn volledig opgebroken.